# Eclipse (Pink Floyd)
Eclipse è un brano musicale del gruppo musicale britannico Pink Floyd, traccia conclusiva dell'ottavo album in studio The Dark Side of the Moon, pubblicato il 24 marzo 1973 dalla Harvest Records.
Della durata di 2:06, il brano è cantato da Roger Waters ed era originariamente il titolo dell'album. Il brano è inoltre la prosecuzione, dal punto di vista melodico, della traccia precedente, Brain Damage. Il brano ha accompagnato la "creazione" e l'accensione del braciere olimpico nel corso della Cerimonia di apertura dei XXX Giochi Olimpici di Londra 2012.

## Descrizione

### Struttura musicale
La batteria suonata da Nick Mason, marciando sul tema musicale di Brain Damage, introduce il brano; seguono immediatamente gli accordi con la tastiera di Richard Wright e l'arpeggio di chitarra elettrica di David Gilmour, che accompagnano la voce di Roger Waters e il coro di sottofondo. La parte musicale termina non appena l'ultimo verso viene cantato, seguita dal battito cardiaco che chiude il brano e si ricollega (idealmente) a Speak to Me. Pochi secondi dopo l'inizio di tali battiti si sente impercettibile la voce del portiere degli studi di Abbey Road che dice: 
(Gerry O'Driscoll)

### Significato
Il testo del brano riassume con una metafora tutto il concept album. In poche parole il testo dice: «Tutto ciò che fai, tutto ciò che ti circonda sotto il Sole è in sintonia, ma il Sole è eclissato dalla Luna».
Dal momento che molti critici attribuiscono al titolo dell'album (Dark Side of the Moon, letteralmente "Lato Oscuro della Luna") un nesso maggiore con la follia umana (con la Luna intesa come la mente dell'uomo) che non con l'astronomia in sé, il testo assume un significato in cui l'uomo figura come l'elemento che rovina la perfetta coesione dell'ambiente in cui vive.
Anche la frase sopra citata di Gerry O'Driscoll assume un significato analogo, ossia non tutto è come sembra: infatti il lato visibile della Luna sembra brillare di luce propria. In realtà ciò non è vero perché, appunto, "tutta la Luna è scura".

### Versioni alternative
- La canzone è presente nell'album dal vivo Pulse ed è cantata da David Gilmour anziché da Roger Waters.
- La versione presente nella raccolta Works è di circa 30 secondi più lunga.